# Mahak Jain
Mahak Jain (Hindi: तनिषा कश्यप; * 24. Juni 2001 in Bhopal) ist eine ehemalige indische Tennisspielerin.

## Karriere
Jain begann mit neun Jahren das Tennisspielen und bevorzugt Hartplätze. Sie spielte überwiegend Turniere auf der ITF Women’s World Tennis Tour, wo sie zwei Titel im Einzel und einen im Doppel gewonnen hat.
2019 spielte Jain in einer Begegnung für die indische Fed-Cup-Mannschaft. In der Begegnung gegen Südkorea verlor sie ein Einzel gegen Kim Na-ri mit 2:6, 6:3 und 1:6.

### College Tennis
2020 bis 2024 spielte Mahak Jain für das Damentennisteam der Jackets der Georgia Institute of Technology.

## Turniersiege

### Einzel
| Nr. | Datum           | Turnier | Kategorie | Belag     | Finalgegnerin | Ergebnis |
| --- | --------------- | ------- | --------- | --------- | ------------- | -------- |
| 1.  | 11. August 2019 | Nairobi | ITF W15   | Hartplatz | Sada Nahimana | 6:1, 6:4 |
| 2.  | 18. August 2019 | Nairobi | ITF W15   | Hartplatz | Sada Nahimana | 6:1, 6:1 |

### Doppel
| Nr. | Datum           | Turnier | Kategorie | Belag     | Partnerin     | Finalgegnerinnen                         | Ergebnis |
| --- | --------------- | ------- | --------- | --------- | ------------- | ---------------------------------------- | -------- |
| 1.  | 17. August 2019 | Nairobi | ITF W15   | Hartplatz | Sathwika Sama | Sravya Shivani Chilakalapudi Snehal Mane | 6:4, 6:2 |